# Panasivka, Kozelșciîna
Panasivka (în ucraineană Панасівка) este un sat în comuna Prîharivka din raionul Kozelșciîna, regiunea Poltava, Ucraina.

## Demografie
Componența lingvistică a localității Panasivka
     Ucraineană (96,85%)
     Rusă (2,76%)
     Alte limbi (0,39%)
Conform recensământului din 2001, majoritatea populației localității Panasivka era vorbitoare de ucraineană (96,85%), existând în minoritate și vorbitori de rusă (2,76%).